# Менхетн Бич
Менхетн Бич (енгл. Manhattan Beach) град је у америчкој савезној држави Калифорнија. По попису становништва из 2010. у њему је живело 35.135 становника.

## Демографија
Према попису становништва из 2010. у граду је живело 35.135 становника, што је 1.283 (3,8%) становника више него 2000. године.
| Група             | 2000.          | 2010.          |
| Белци             | 28.913 (85,4%) | 27.873 (79,3%) |
| Афроамериканци    | 208 (0,6%)     | 290 (0,8%)     |
| Азијати           | 2.043 (6,0%)   | 3.023 (8,6%)   |
| Хиспаноамериканци | 1.756 (5,2%)   | 2.440 (6,9%)   |
| Укупно            | 33.852         | 35.135         |